# Turn A Gundam
∀ Gundam of Turn A Gundam (∀ガンダム, Tān Ē Gandamu) is een animeserie die werd uitgezonden van 1999 tot 2000. De serie maakt deel uit van de Gundam-franchise, en was bedoeld ter viering van het 20-jarig bestaan van deze franchise. De serie werd later samengevat in twee compilatiefilms: ∀ Gundam I: Earth Light en ∀ Gundam II: Moonlight Butterfly. Ook verschenen er drie mangaseries gebaseerd op de anime.
∀ Gundam was de laatste Gundamserie die werd geregisseerd door Yoshiyuki Tomino, de bedenker van de franchise. De serie heeft een minder grimmig verhaal dan de meeste andere Gundamseries.

## Overzicht
Na het einde van de serie Victory Gundam, begin 1994, nam Yoshiyuki Tomino vijf jaar pauze van het franchise. Hij regisseerde ∀ Gundam als onderdeel van Sunrise's "Gundam Big Bang" 20e jubileum.
∀ Gundam speelt zich af in het jaar Seireki 2345 (正暦2345年 of CC 2345), in een ander kalendersysteem dan de voorgaande Gundamprojecten. Seireki is een woordspeling op het Japanse woord voor gangbare jaartelling, ofwel de Westerse kalender (西暦; ook uitgesproken als Seireki). De Engelse vertaling hiervan is Correct Century (コレクトセンチュリー).
De serie is in veel opzichten anders dan zijn voorgangers. In plaats van een tijdperk van geavanceerde technologie, speelt de serie zich af in en verre toekomst waarin de maatschappij is teruggevallen naar die van de 20e eeuw. Ook is het ontwerp van de Gundam uit de titel noemenswaardig. Deze werd ontworpen door de Amerikaanse ontwerper Syd Mead, vooral bekend van zijn werk voor de film Blade Runner. De muziek van de serie is gecomponeerd door Yoko Kanno, die voorheen onder andere werkte aan Macross Plus, Cowboy Bebop en Tomino’s eigen serie Brain Power'd.

## Verhaal
De serie speelt zich af in het jaar CC 2345. De aarde wordt aangevallen door een groep ruimtekolonisten genaamd de Moonrace, die de aarde willen koloniseren. Ze worden tegengewerkt door de Earth Militia forces, die onder andere de oude ∀ Gundam als wapen inzetten.
Het verhaal wordt grotendeels gezien vanuit een derde perspectief, en focust zich op het personage Loran Cehack. Hij is een rekruut van de Moonrace, en werd naar de aarde gestuurd op een verkenningsmissie. Hij wordt op aarde echter lid van de Earth's militia forces, en de piloot van de ∀ Gundam. Hij hoopt zo het conflict tussen de aarde en de maan op te lossen. Ondertussen ontdekt hij meer en meer over het verleden, en de reden dat de aarde sinds de hoogtijdagen van de Gundams zover is teruggevallen op technologisch gebied.

## Relaties met voorgaande Gundamseries
∀ Gundam speelt zich af in een toekomst ver na de voorgaande Gundamseries. Zo ver zelfs, dat de serie mogelijk als vervolg kan worden gezien op elke voorgaande Gundamserie.
In de 2001 Correct Century, A Bibliographical Study of "Black History", gedrukt in de Universal Century Gundam Officials Encyclopedia, wordt de indruk gewekt dat ∀ Gundam zich in elk geval zo’n 3000 jaar na de series uit de Universal Century-tijdlijn afspeelt.

## Rolverdeling
- Loran Cehack/Laura Rolla - Romi Park (朴璐美)
- Dianna Soreil, Kihel Heim - Rieko Takahashi (高橋理恵子)
- Sochie Heim - Akino Murata (村田秋乃)
- Harry Ord - Tetsu Inada (稲田徹)
- Guin Sard Lineford - Tsuyoshi Aobane (青羽剛)
- Keith Laijie - Jun Fukuyama (福山潤)
- Gym Ghingham - Takehito Koyasu (子安武人)
- Merrybell Gadget - Rio Natsuki (夏樹リオ)
- Gavane Gooney - Yoshitada Ōtsuka (大塚芳忠)
- Meme Midgard - Ryuji Mizuno (水野龍司)
- Sid Munzer - Akio Nojima (野島昭生)
- Muron Muron - Fumihiko Tachiki (立木文彦)
- Yani Obus - Takuya Kirimoto (桐本琢也)
- Joseph Yaht - Setsuji Satō (佐藤せつじ)
- Corin Nander - Yasuhiko Kawazu (川津泰彦)
- Cancer Kafka - Urara Takano (高乃麗)
- Horace Niben - Hirohiko Kakegawa (掛川裕彦)
- Phil Ackman - Tsuyoshi Koyama (小山剛志)
- Teteth Halleh, Linda Halleh - Yumi Tōma (冬馬由美)
- Fran Doll - Kumiko Watanabe (渡辺久美子)
- Pou Aijee - Yumiko Nakanishi (中西裕美子)
- Bruno - Kazunari Tanaka (田中一成)
- Sam, Jacop - Hidenari Ugaki (宇垣秀成)
- Lily Borjarnon - Ai Kobayashi (小林愛)
- Will Game - Kenichi Sakaguchi